# Покшивниця (гміна)
Гміна Покшивниця (пол. Gmina Pokrzywnica) — сільська гміна у центральній Польщі. Належить до Пултуського повіту Мазовецького воєводства.
Станом на 31 грудня 2011 у гміні проживало 4876 осіб.

## Площа
Згідно з даними за 2007 рік площа гміни становила 120.99 км², у тому числі:
- орні землі: 74.00%
- ліси: 11.00%

Таким чином, площа гміни становить 14.60% площі повіту.

## Населення
Станом на 31 грудня 2011:
| Опис     | Загалом | Загалом | Чоловіки | Чоловіки | Жінки | Жінки |
| -------- | ------- | ------- | -------- | -------- | ----- | ----- |
| одиниця  | осіб    | %       | осіб     | %        | осіб  | %     |
| все      | 4876    | 100     | 2486     | 50.98    | 2390  | 49.02 |
| міське   | 0       | 100     | 0        |          | 0     |       |
| сільське | 4876    | 100     | 2486     | 50.98    | 2390  | 49.02 |

## Сусідні гміни
Гміна Покшивниця межує з такими гмінами: Вінниця, Затори, Пултуськ, Сероцьк.